# Charles Baker (lärare)
Charles Baker, född 31 juli 1803, död 27 maj 1874, var en brittisk lärare för döva. 
Under sin ungdom arbetade han ett kort tag som assistent vid en institution för dövstumma i Edgbaston, men hade då inga tankar på att slå in på lärarbanan. Efter att ha haft andra jobb blev han kontaktad av administrationen för institutionen där han tidigare hade jobbat. De erbjöd honom jobb vilket han tackade ja till. Baker blev kvar där i tre år då han inbjöds att vara med och grunda en skola för dövstumma i området kring York. Han upptäckte snart att läromedlen var otillräckliga, trots att man hade samlat dövstumma i liknande institutioner tidigare hade ingen tänkt på att ta fram lämpliga läromedel. Baker satte själv igång med att ta fram lämpliga läromedel, vilket resulterade bland annat i böckerna Circle of Knowledge och Book of the Bible. Circle of Knowledge blev en stor framgång och fick stor spridning, bland annat så kom den att användas i de brittiska kolonierna och i Ryssland.
Förutom att verka som lärare för döva skrev han även för Penny Cyclopaedia och för facktidskrifterna Journal of Education och Polytechnic Journal.